# Samuel Jessurun de Mesquita
Samuel Jessurun de Mesquita (Ámsterdam, 6 de junio de 1868 - Auschwitz, c. 11 de febrero de 1944) fue un artista gráfico holandés activo en los años previos a la Segunda Guerra Mundial. Entre sus alumnos cabe mencionar al artista gráfico M. C. Escher (1898–1972). Judío sefardí, en su vejez fue enviado a Auschwitz por los nazis, donde fue gaseado junto con su esposa. Después de la guerra, de Mesquita fue en gran medida olvidado.[cita requerida]

## Biografía
Samuel Jessurun de Mesquita nació el 6 de junio de 1868 en el seno de una familia judía residente en Ámsterdam. Aunque era miembro de una comunidad sefardí muy unida, una minoría entre los judíos holandeses, de Mesquita, como la mayoría de sus contemporáneos, no era practicante. Su padre, profesor de secundaria de hebreo y alemán, murió cuando Sam o Sampie, como se le conocía, tenía cinco años.
A la edad de catorce años, el joven de Mesquita se postuló a la Rijksakademie para cultivar sus intereses artísticos, aunque fue rechazado. Profundamente decepcionado, comenzó a trabajar de aprendiz con un arquitecto urbano, para quien trabajó durante dos años antes de ingresar en una escuela técnica con la intención de convertirse él mismo en arquitecto. Sin embargo, pronto se dedicó a la pedagogía y, en 1889, obtuvo el título de maestro, que más tarde le permitiría mantener a su familia.

## Carrera

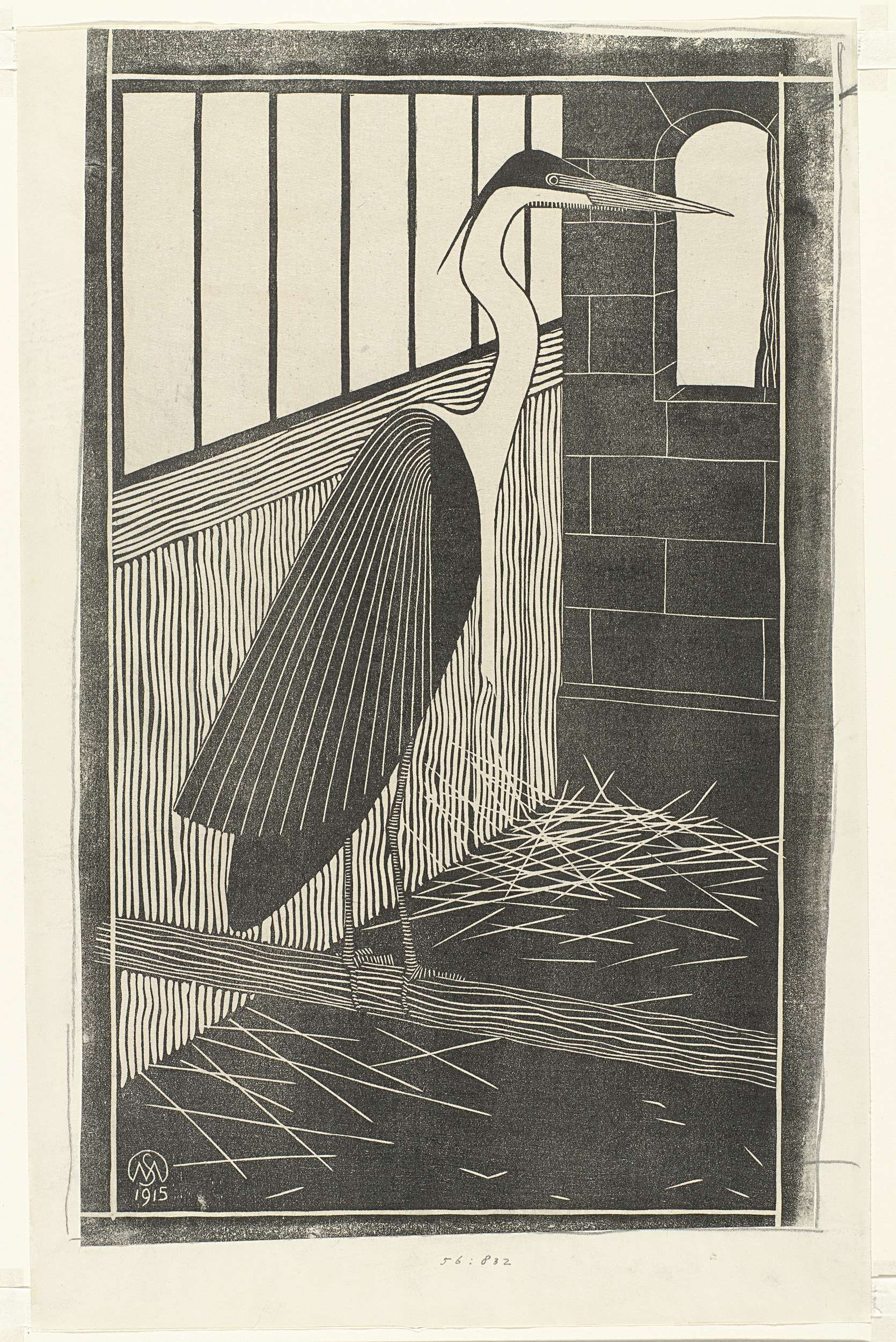
Garza en una jaula (1915) de Samuel Jessurun de Mesquita

Durante los años siguientes, de Mesquita se dedicó principalmente al arte, experimentando con diversas técnicas y medios. Aunque es fundamentalmente conocido por sus grabados en madera, también realizó aguafuertes, litografías, acuarelas y dibujos; sus artes aplicadas consistían principalmente en diseños de materiales. Hay pájaros, animales exóticos, plantas y flores, y representaciones fantásticas, tanto humorísticas como sombrías. Entre las obras más bellas de De Mesquita se encuentran sus retratos, en particular sus autorretratos.
El trabajo de Mesquita fue parte de la exposición y venta de 1939 Onze Kunst van Heden (Nuestro arte de hoy) en el Rijksmuseum de Ámsterdam.
Con la invasión de los Países Bajos por parte de la Alemania nazi en mayo de 1940, de Mesquita, que ya tenía problemas de salud, se vio obligado a llevar una vida recluida, limitando su trabajo en gran medida a los bocetos.
En el invierno de 1944, el 31 de enero o el 1 de febrero, las fuerzas de ocupación alemanas entraron en la casa de la familia de Mesquita en Watergraafsmeer, ahora parte de Ámsterdam, y lo detuvieron a él, a su esposa Elisabeth y a su único hijo Jaap. Deportados a Auschwitz, Samuel Jessurun y Elisabeth fueron enviados a las cámaras de gas a los pocos días de su llegada el 11 de febrero; Jaap pereció en el campo de concentración de Theresienstadt el 20 de marzo. Escher y algunos de los amigos de Jaap lograron rescatar algunas de las obras que habían quedado en la casa de Mesquita.

## Portadas para Wendingen

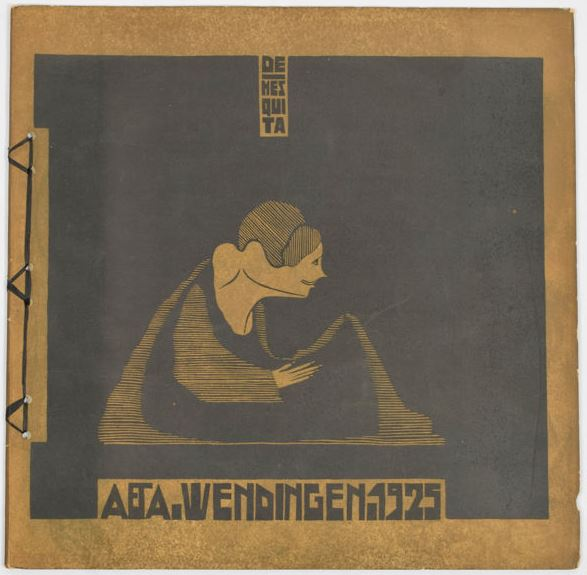
1925
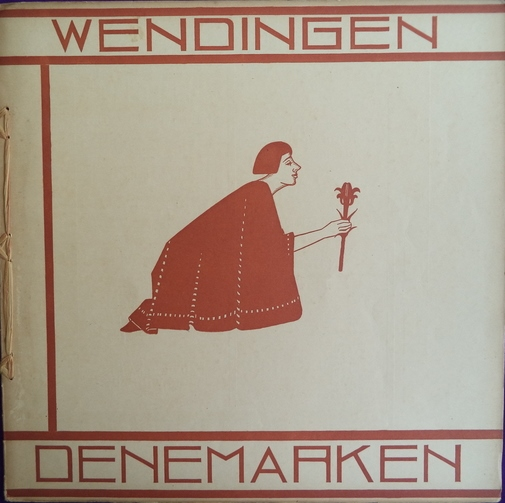
1927
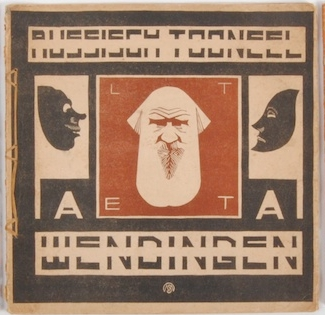
1929
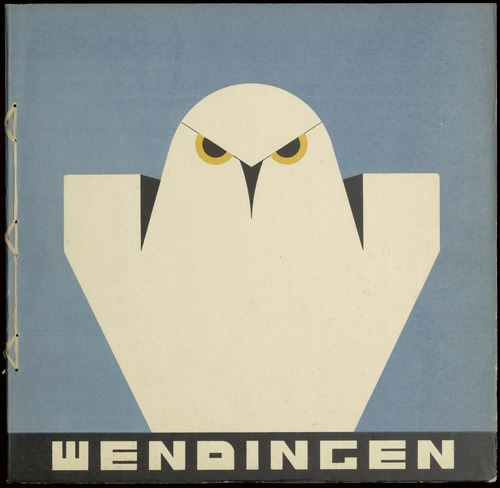
1931